# Halifax (Nova Scotia)
Halifax is de hoofdstad en de grootste stad van de Canadese provincie Nova Scotia, en heeft ruim 439.819 inwoners (2021). Na een fusering met Dartmouth en Bedford in 1996 vormt de stad de Halifax Regional Municipality. Halifax is het economische centrum van Atlantisch Canada en de op een na grootste Canadese kuststad, na Vancouver in Brits-Columbia.

## Geschiedenis
De oorspronkelijke bewoners, de Mi'kmaq, noemden de stad Chebucto, wat "grootste haven" betekent. Halifax werd op 9 juli 1749 gesticht als een militaire basis voor de Britten door de Britse generaal Edward Cornwallis en een handvol kolonisten die er boerderijen opzetten. De post werd genoemd naar George Montague-Dunk, de tweede hertog van Halifax. Hij was de voorzitter van de British Board of Trade. Halifax was ideaal als militaire basis omdat het na Sydney, Australië de grootste natuurlijke haven ter wereld heeft. Bovendien gaf het omliggende land goede mogelijkheden voor verdediging.
Ondanks veel moeilijkheden ontwikkelde Halifax zich snel, en in 1752 werd in Halifax de eerste Canadese krant, de Halifax Gazette, en drie jaar later het eerste postkantoor in Canada opgericht.
Met de bouw van de eerste kade in 1758 begon Halifax haar geschiedenis als een belangrijke Canadese havenstad. De stad diende ook als een basis voor Britse militaire operaties tegen het Franse fort in Louisbourg.
Op 6 december 1917 vond in de zeestraat van Halifax de grootste niet-nucleaire ontploffing ooit plaats: het Franse munitietransportschip "Mont Blanc" kwam in botsing met het Noorse vrachtschip "Imo" en vloog in brand. Nadat de bemanning het schip had verlaten en het schip verder richting wal was gedreven ontplofte het. Door de explosie en de daaropvolgende 18 meter hoge 'tsunami' werd alles binnen een straal van 1600 m verwoest en er kwamen meer dan 1900 mensen om.
In 1925 ontstond de eerste trans-Atlantische telegraafverbinding en in 1941 stelde Trans Canada Airways een geregelde luchtroute tussen Halifax en Vancouver in. De internationale luchthaven van Halifax werd in 1960 geopend.

## Klimaat
Het weer in Halifax is onvoorspelbaar, maar gematigd in vergelijking met dat van Centraal-Canada. Normaal gesproken schommelt de temperatuur tussen −5 °C en +25 °C. Sneeuwval treedt in de maanden december tot maart op, vaak in de vorm van sneeuwstormen. In februari 2004 werd een recordsneeuwval gemeten van meer dan 80 centimeter tijdens een sneeuwstorm.
Het weer in de lente wordt door mist en koele temperaturen gekenmerkt. In de zomer kan het warm en droog, maar ook koel en regenachtig zijn. De vroege herfst is vaak nog warm met veel zonneschijn.

## Bezienswaardigheden
De Privateers' Wharf is een gerestaureerde havenbuurt uit de 19de eeuw. In deze wijk zijn restaurants en kroegen gevestigd. Hier ligt een replica van de beroemde schoener Bluenose uit Lunenburg voor anker. De Bluenose wordt ook op Canada's tien cent munten afgebeeld. 

Pier 21, een voormalige terminal voor oceaanlijners, is tegenwoordig Canada's nationaal museum voor immigratie. 

Halifax Citadel is de locatie van Fort George welke is gesticht halverwege de 18e eeuw. Het fort geeft tevens een fraai uitzicht over het centrum van Halifax.
Fairview Cemetery huist graven van slachtoffers van de explosie van Halifax en van de scheepsramp met de Titanic.

## Sport
Halifax was in 2008 gastheer van het door Rusland gewonnen WK ijshockey.
De stad is sinds 2018 de thuisbasis van de voetbalclub HFX Wanderers FC die uitkomt in de Canadian Premier League.

## Instellingen
- Dalhousie University
- Mount Saint Vincent University
- Universiteit van Saint Mary

## Partnersteden
- Halifax, Verenigd Koninkrijk, onbekend sinds wanneer.
- Hakodate, Japan, sinds 1982
- Campeche, Mexico, sinds 1999
- Norfolk, Verenigde Staten, sinds 2002

## Geboren
- Hal Foster (1892-1982), striptekenaar van de strip Prins Valiant
- Charles Brenton Huggins (1901-1997), Canadees-Amerikaans arts, fysioloog en Nobelprijswinnaar (1966)
- Denny Doherty (1940-2007), zanger en songwriter van The Mamas and the Papas
- Peter North (1957), producer
- Leslie Hope (1965), actrice
- James Tupper (1965), acteur en scenarioschrijver
- Sarah McLachlan (1968), zangeres
- Laura Regan (1977), actrice
- Sidney Crosby (1987), ijshockeyspeler
- Elliot Page (1987), acteur
- Patrick "Hutch" Hutchinson, geluidstechnicus voor de band Queens of the Stone Age
- Elisabeth Black (1995), turnster
- Nathan Mackinnon (1995), ijshockeyspeler